# Acaroceras furcatus
Acaroceras furcatus är en kvalsterart som beskrevs av Balogh 1962. Acaroceras furcatus ingår i släktet Acaroceras och familjen Microzetidae. Inga underarter finns listade i Catalogue of Life.